# Johann G. Louis
Pour les articles homonymes, voir Louis.
Johann G. Louis est un auteur, dessinateur de bande dessinée et réalisateur français né le 29 mai 1984 à Angers. Il vit et travaille à Paris.

## Biographie
Diplômé des Beaux-arts d'Angers, Johann G. Louis travaille tout d'abord pour le cinéma en tant que décorateur — il a notamment travaillé avec le cinéaste Jean Rollin —, puis il devient scripte. Il a également réalisé plusieurs courts métrages. Il s'oriente en 2014 vers la bande dessinée. La première, en noir et blanc, qu'il écrit et dessine en deux mois, est publiée aux Éditions du Pélimantin. S'ensuit un roman graphique éponyme sur la chanteuse Fréhel,,. En 2021, il adapte La Petite Dernière, livre de Susie Morgenstern, publié aux Éditions Dargaud, qui relate l'enfance de l'autrice dans les années 1950, aux États-Unis. En 2023 sort son album Swamp - un été dans le bayou aux Éditions Dargaud. Cet album est sélectionné la même année pour une dizaine de prix dont : le Prix ACBD de la critique, les Pépites du salon du livre et de la presse jeunesse de Montreuil, le prix du Festival BD Boom de Blois, et les BDGest'Arts. Il reçoit en 2023 le Prix de la BD aux couleurs du blues pour cette même bande dessinée.
En 2024, il fait partie de la sélection des Pépites internationales, programme organisé par l'Institut français en partenariat avec le Salon du livre et de la presse jeunesse pour accompagner la littérature jeunesse francophone et contemporaine à l’étranger.
Il travaille de façon traditionnelle, à la couleur directe, à l'aquarelle.
En 2023, il est invité par le Salon Étonnants Voyageurs de Saint-Malo pour exposer ses planches,. La même année, il participe également à l'exposition collective Un arbre dessinée au Couvent Sainte Cécile, Fondation Glénat, aux côtés d'auteurs comme Joann Sfar, Sempé, Zep, Charles Berberian, Alexandre Clérisse, Christophe Chabouté, Aude Picault, etc.

## Œuvres
- Manouche, Manouche, Dargaud, 2025
- Swamp - un été dans le bayou, Dargaud, 2023.
- La Petite Dernière, d'après Susie Morgenstern, Dargaud, 2021
- Monsieur Bach, Didier Jeunesse, 2021. Texte : Nathalie Soussana. Prix Littéraire des Musiciens 2022
- Fréhel, Nada, 2018
- Shelley - Après l'autruche, tournez à droire, Éditions du Pélimantin, 2015

## Filmographie comme réalisateur[14]
- 2009 : L'Histoire de Marie - Acis productions - Court métrage
- 2013 : Mrs. Aylwood ne veut pas mourir[15] - Insolence productions - France 3 - Moyen métrage avec Geneviève Brunet
- 2019 : Traverser la nuit[16] - Insolence Productions - Court métrage avec Myriam Boyer Sélection Adami Festival du court métrage de Clermont Ferrand 2020[17]

## Récompense
- Prix Azimut 2025 - Prix des lycées français de la zone Asie-Pacifique pour Swamp
- Sélection 2024 des Pépites internationales - Institut Français pour Swamp
- Sélection Prix ALOGDA 2024 pour Swamp
- Nomination au Prix Splash - Festival Sévrier BD - Annecy pour Swamp
- Sélection BDGest'Arts 2023 - Catégorie jeunesse pour Swamp
- Prix de la bande dessinée aux couleurs du blues, pour Swamp Festival Bulles de Mantes  2023, 9e édition
- Nomination Pépite de Montreuil 2023 - Catégorie bande dessinée pour Swamp
- Nomination Prix Jeunesse ACBD de la critique 2023 pour Swamp
- Nomination BD Boom - Prix conseil départemental 40eme festival 2023 - Blois pour Swamp
- Prix Littéraire des musiciens 2022 pour Monsieur Bach avec Nathalie Soussana[18]

## Expositions
- Mai 2023 : Itinérances graphiques et écritures dessinées, Festival Étonnants voyageurs, Saint-Malo[19],[20]
- Octobre 2023 - janvier 2024 : L'Arbre dessiné, Couvent Sainte Cécilé, Fondation Glénat, Grenoble[21],[22],[23]
- Décembre 2024 - Juin 2025 : Exposition collective, Petites cases… Grands Espaces ! Le paysage dans la BD - Musée Compa / Chartres[24]